# Batman Unlimited: Mechs vs. Mutants
Batman Unlimited: Mechs vs. Mutants é um filme animado estadunidense dirigido por Curt Geda e roteirizado por Kevin Burke e Chris "Doc" Wyatt. É baseado nas histórias da DC Comics de mesmo nome. A voz do Batman é feita por Roger Craig Smith. É a sequência de Batman Unlimited: Monster Mayhem.

## Sinopse
Quando o cientista do mal, Senhor Frio, ativa sua mais recente invenção em dois dos mais formidáveis criminosos de Gotham City, o assassino Crocodilo e Químio, as coisas vão de mal a pior. Transformando-os em monstros mutantes super dimensionados, os super vilões começam a atravessar as ruas de Gotham City sem fim à vista. Cabe ao Batman e sua equipe de super-heróis salvar o dia usando seus novos mechs de robôs gigantes, mas será uma batalha difícil quando enfrentam inimigos enormes. Enquanto isso, o parceiro de Frio no crime e o companheiro Pinguim tem planos próprios para a invenção de Frio e dois de seus sujeitos Bane e Cara-de-Barro.

## Elenco
- Roger Craig Smith - Batman/Bruce Wayne
- Oded Fehr - Senhor Frio
- Lucien Dodge - Robin/Damian Wayne[6]
- Dana Snyder - Pinguim, Buzz
- Chris Diamantopoulos - Arqueiro Verde/Oliver Queen
- Phil LaMarr - Dr. Kirk Langstrom
- Will Friedle - Asa Noturna/Dick Grayson
- Charlie Schlatter - The Flash/Barry Allen
- Carlos Alazraqui - Bane
- John DiMaggio - Crocodilo, General Sam Lane
- Dave B. Mitchell - Cara-de-Barro/Basil Karlo, Silêncio (não-creditado), Químio (não-creditado)
- Troy Baker - Joker, Duas-Caras
- Richard Epcar - Comissário James Gordon (não-creditado)